# Agdestis
Agdestis, monotipski rod dvosupnica, čija vrsta A. clematidea raste po Teksasu, Floridi, Meksiku i Srednjoj Americi. Prvotno je smještena u vlastitu porodicu Agdestidaceae, a kasnije u Phytolaccaceae, gdje čini posebnu potporodicu Agdestidoideae.
Penjačica, trajnica čija stabljika naraste do 25 metara. Cvjetovi bijeli do zelenkastobijeli; cvate u ljeto i jesen. Odlikuje se korijenom nalik gromadi, koji navodno može teŽiti do 68 kilograma, pa je vernakularno nazvana »Rockroot«

## Sinonimi
- Agdestis teterrima De Not.